# 266921 Culhane
266921 Culhane è un asteroide della fascia principale. Scoperto nel 2010, presenta un'orbita caratterizzata da un semiasse maggiore pari a 2,5978859 au e da un'eccentricità di 0,2300584, inclinata di 10,65758° rispetto all'eclittica.